# Taylor Dome
Koordinaten: 77° 40′ S, 157° 40′ O
Der Taylor Dome ist ein elliptischer Eisdom 46 km westnordwestlich des Mount Crean in den Lashly Mountains im ostantarktischen Viktorialand. Er erreicht in einer ostsüdöstlich-westnordwestlicher Ausdehnung eine Länge von 70 km und eine Breite von 26 km. Seine maximale Höhe beträgt 2400 m. Der Eisdom gehört zum Quellgebiet des Taylor-Gletschers, von dem sich auch sein Name ableitet.
Seine Ausdehnung wurde mittels Sonarortung im Rahmen eines gemeinsamen Programms des Scott Polar Research Institute, der National Science Foundation und Dänemarks Technischer Universität zwischen 1967 und 1979 ermittelt. Die Benennung geht auf den britischen Glaziologen und Geophysiker David J. Drewry (* 1947) vom Scott Polar Research Institute aus dem Jahr 1980 zurück. Namensgeber ist der britische Geograph Thomas Griffith Taylor (1880–1963), Teilnehmer der Terra-Nova-Expedition (1910–1913) unter der Leitung des britischen Polarforschers Robert Falcon Scott.